# Kabukichō

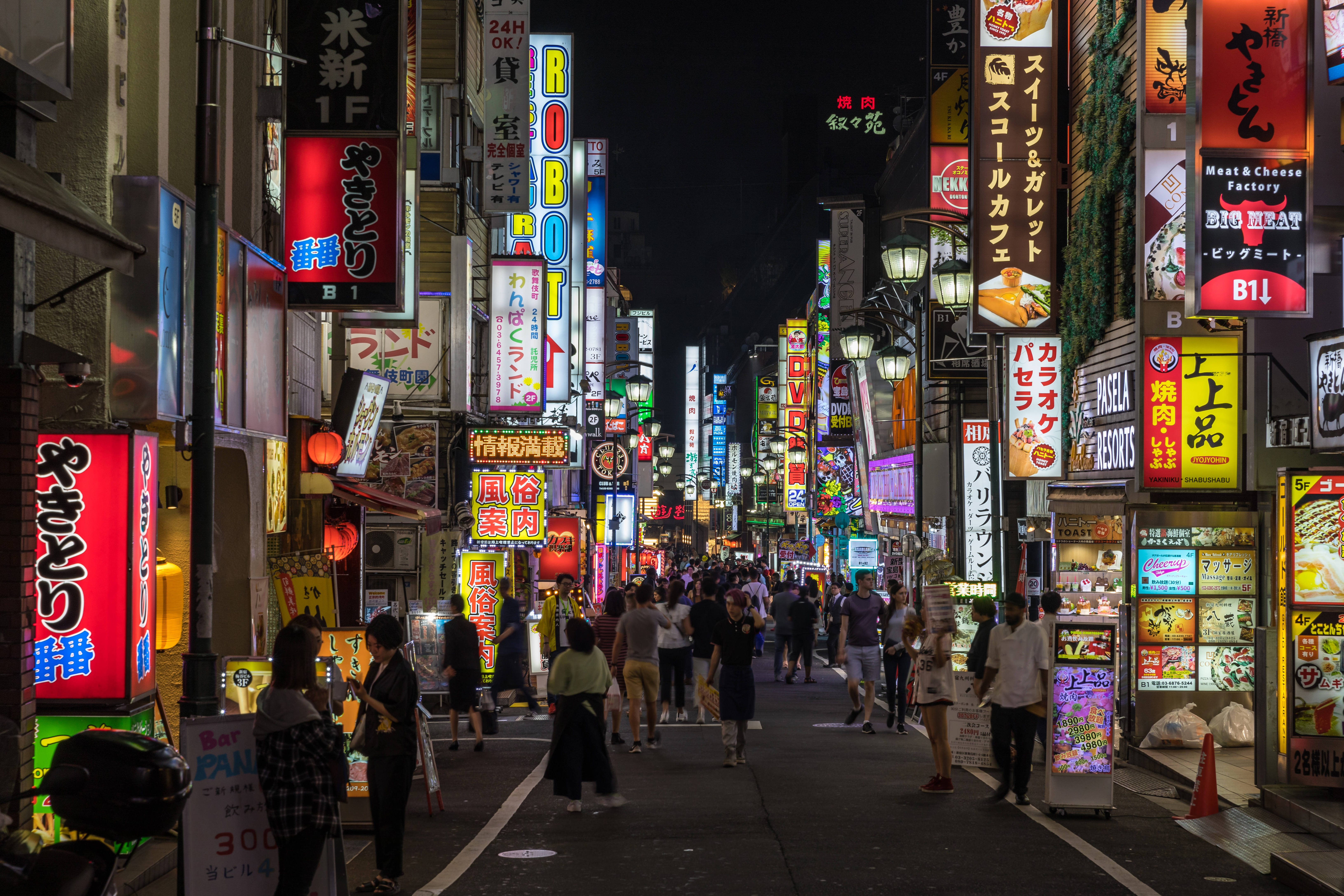
Signes néon colorés dans une rue de Kabukichō. Juin 2019.

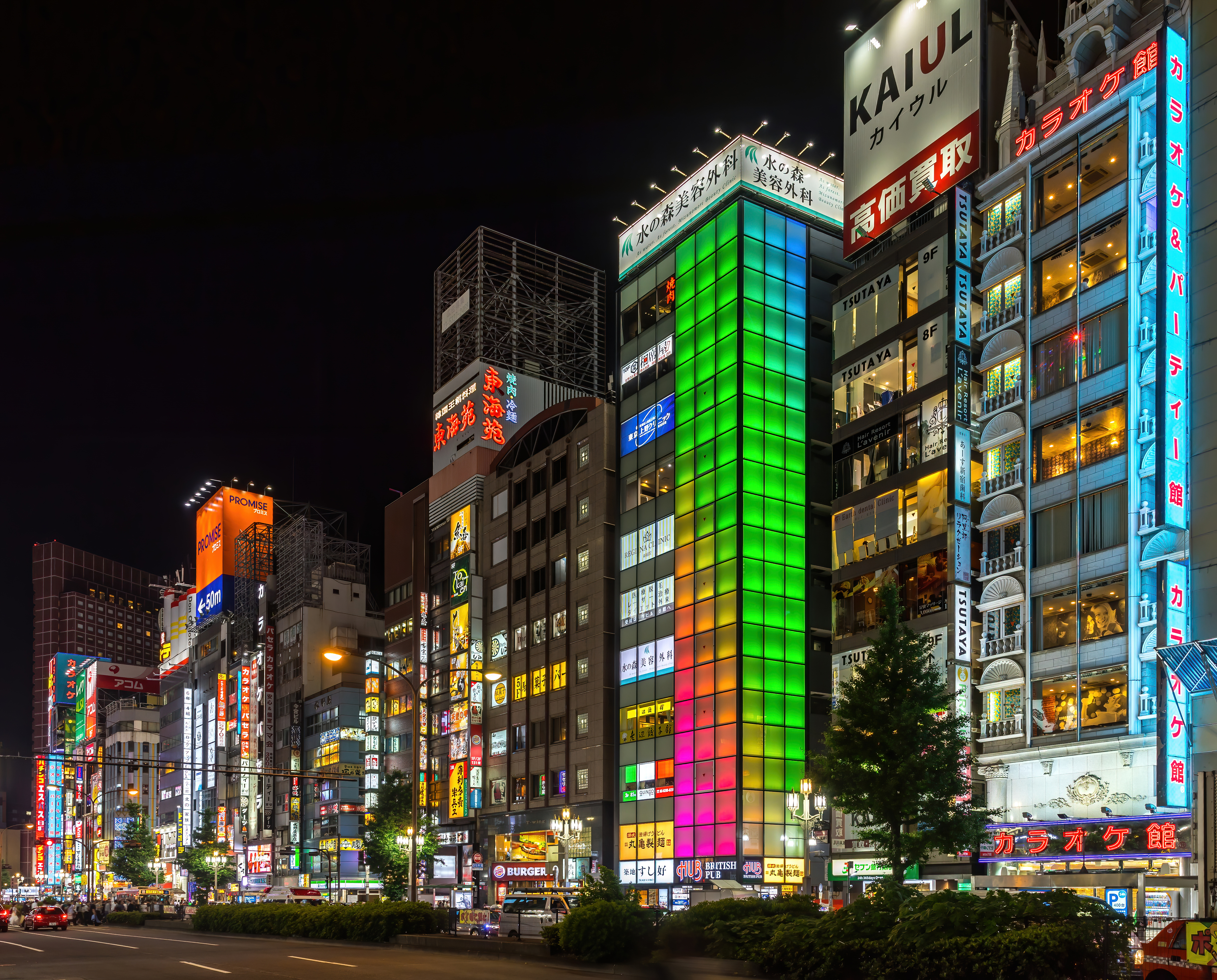
Façades éclairées multicolores de bâtiments la nuit, avec des lumières vertes, bleues et roses, 1-chōme−4−1 Kabukicho. Juin 2019.

Kabukichō (en japonais : 歌舞伎町, Kabuki-chō, [kabɯki̥tɕoː]) est un quartier chaud de Tokyo se situant à l'est de l'arrondissement de Shinjuku.

## Description
Le nom de Kabukichō provient d'un projet de théâtre kabuki qui n'a jamais été construit.
Le quartier est aujourd'hui le quartier chaud le plus célèbre de Tokyo avec notamment des love hotel, des strip show des lieux de prostitution comme les soapland. Mais il y a aussi des cinémas « standards » et des restaurants.

## Crime organisé
C'est le quartier des yakuzas, la pègre japonaise, mais aussi chinoise.

## Anecdote
Kabukichō est le quartier sur lequel s'est basé le Ryu ga Gotoku Studio pour créer le quartier fictif de Kamurochô dans la série Yakuza ainsi que dans son spin-off Judgment.
Kabuchikõ est le quartier ou se passe l'histoire du manga Ayashimon du moins du chapitre 3 au dernier chapitre sorti, le chapitre 8.
Kabuchikõ est le titre du roman policier de Dominique Sylvain dont l'intrigue se déroule dans ce quartier de Tokyo.